# Arnold (Münsterschwarzach)
Arnold († 22. April vor 1277) war von 1272 bis zu seinem Tod Abt des Benediktinerklosters Münsterschwarzach.

## Münsterschwarzach vor Arnold
Das Kloster Münsterschwarzach und seine Äbte sind im 13. Jahrhundert nur durch sehr wenige Quellen bezeugt. Einige Klostervorsteher sind den älteren Darstellungen deshalb nicht bekannt geworden. Für die jeweiligen Vorgänger bzw. Nachfolger bedeutet dies, dass ihre Amtszeiten und Todesdaten von Abtsreihe zu Abtsreihe stark variieren können. Abt Arnolds Vorgänger, Rudiger von Langheim, hingegen ernannte seinen Nachfolger bereits zu Lebenszeit.

## Leben
Über die Herkunft und Jugend Arnolds ist nichts bekannt. Er tauchte erstmals bei seiner Ordination im Jahr 1272 in den Quellen auf, die noch zu Lebenszeit des Rudiger von Langheim stattfand. Ein Jahr später, nach einer eventuellen Resignation Rudigers, wurde Arnold offiziell Abt. Er starb wohl recht bald, noch bevor er als Abt eingeführt werden konnte. Viele Ereignisse, die dem Abt Arnold zugeschrieben werden, passierten unter seinem Nachfolger Sigiloch. Arnold starb an einem 22. April vor dem Jahr 1277.